# Латте
Ла́тте (английский сокращённый вариант от итал. caffè latte [kaffeˈlatːe] — «кофе с молоком») — кофейный напиток на основе молока, представляющий собой трёхслойную смесь из молочной пены, молока (latte) и кофе эспрессо.

## Приготовление
Для изготовления латте используется порция эспрессо и вспененное молоко. Кофе может заливаться как горячим, так и холодным молоком. Соотношение эспрессо, взбитого молока и молочной пены 1:2 (или 1:3).
Для придания дополнительных вкусовых ощущений пенку латте часто посыпают добавками: корицей, шоколадом или ореховой крошкой. Также можно добавить сироп амаретто.

## Сервировка
- В ряде заведений латте подаётся в стеклянном бокале на салфетке. Прозрачный бокал позволяет видеть слоистую структуру напитка.
- Часто латте украшают разнообразными узорами из вспененного молока. Искусство создания рисунка на латте и капучино называется латте-арт.

## Отличия от похожих напитков

### Латте и латте макиато
Кофе латте схож по названию с напитком латте макиато. Основное отличие латте макиато заключается в том, что при его приготовлении кофе добавляется в молоко (а не молоко в кофе, как в латте) и напиток, таким образом, получается слоистым: слой молока, слой эспрессо, слой вспененного молока.
Латте даёт более сильный вкус кофе, латте макиато — молока.

### Латте и кофе с молоком
Рецепт латте схож с французским кофейным напитком «кофе с молоком» (фр. café au lait). Основными отличиями этих напитков является способ приготовления кофейной основы и сервировка:
- В Европе кофе с молоком может быть приготовлен как на основе эспрессо, так и на основе американо, в то время как латте готовится только на основе эспрессо.
- Итальянский кофе с молоком (итал. caffè latte, caffellatte) не предусматривает взбивания молока.
- В Северной Америке кофе с молоком готовится на основе чёрного кофе, приготовленного капельным способом или во френч-прессе, что отличает его от приготовленного на основе эспрессо латте.

### Латте и капучино
Порция латте подаётся в айриш-бокале (240—360 мл) и, соответственно, имеет больший объём, чем капучино, который подаётся в чашках (150—180 мл). При этом сохраняется одинаковое количество используемого эспрессо, а объём капучино меньше по сравнению с латте за счёт одной части молока (соотношение эспрессо, молока и молочной пены у него, в отличие от классического латте, одинаковое). Кроме сервировки и соотношения ингредиентов, капучино от латте отличает более плотная пенка, для которой полагается ложечка.